# لایوش
لایوش (مجاری: Lajos) یک نام کوچک مردانهٔ مجاری است. لایوش با لوئی هم‌ریشه است و ممکن است به یکی از موارد زیر اشاره داشته باشد:
- زولتان لایوش بای (۱۹۰۰ – ۱۹۹۲)، فیزیک‌دان اهل مجارستان
- لایوس تیشی (۱۹۳۵ – ۱۹۹۹)، بازیکن فوتبال اهل مجارستان
- لایوش کشوت، (۱۸۰۲ – ۱۸۹۴) اقتصاددان، سیاست‌مدار، روزنامه‌نگار و وکیل اهل مجارستان
- لایوش باتیانی، (۱۸۰۷ – ۱۸۴۹) اولین نخست‌وزیر اهل مجارستان
- لایوش بیرو (۱۸۸۰ – ۱۹۴۸)، فیلم‌نامه‌نویس، و رمان‌نویس اهل اتریش-مجارستان
- لایوش پوشا (زادهٔ ۱۹۴۷) ریاضی‌دان مجارستانی
- لایوش دوم (۱۵۰۶ – ۱۵۲۶)، پادشاه مجارستان، بوهم و کرواسی
- لایوش سیزلر (۱۸۹۳ – ۱۹۶۹)، بازیکن و مربی اهل مجارستان
- لایوش یکم (۱۳۲۶ – ۱۳۸۲)، پادشاه مجارستان، کرواسی و لهستان